# Польверини, Терренцио
Теренцио Польверини  (итал. Terenzio Polverini; 1 января 1936, Терни, Италия - 10 марта 2015) — итальянский футболист и тренер.

## Карьера
Во время своей игровой карьеры выступал на позиции нападающего в командах низших лиг. Много лет он выступал за «Тернану». Один сезон находился в составе «Болоньи», за которую ни разу не сыграл. Из-за серьёзной травмы был вынужден прекратить выступления.
Будучи тренером, Теренцио Польверини долгое время работал на Мальте (с 1973 года). Он руководил не только сборной островного государства, но и ведущими клубами страны. В 9 матчах с «иоанитами» добился одной победы и двух ничьих. В «Валлетте» специалист параллельно выходил на поле в качестве игрока. Также итальянец приводил «Аль-Мухаррак» к победе в чемпионате и в кубке Бахрейна.

## Достижения
- Чемпион Бахрейна (1): 1983/84.
- Обладатель Кубка Короля Бахрейна (1): 1983/84.
- Обладатель Кубка Мальты (2): 1976/77, 1988/89
- Обладатель Суперкубка Мальты (1): 1988, 1989.